# Protorthodes orobia
Protorthodes orobia is een vlinder uit de familie van de uilen (Noctuidae). De wetenschappelijke naam van de soort is voor het eerst geldig gepubliceerd in 1876 door Leon F. Harvey.